# غوستاف باورنفايند
غوستاف باورنفايند (بالألمانية: Gustav Bauernfeind)‏ (4 سبتمبر 1848، زولتس آم نكا - 24 ديسمبر 1904، القدس) كان رسامًا ومهندسًا ألمانيًا من أصل يهودي. يُعتبر من أبرز الرسامين الاستشراقيين في ألمانيا.

## أعماله

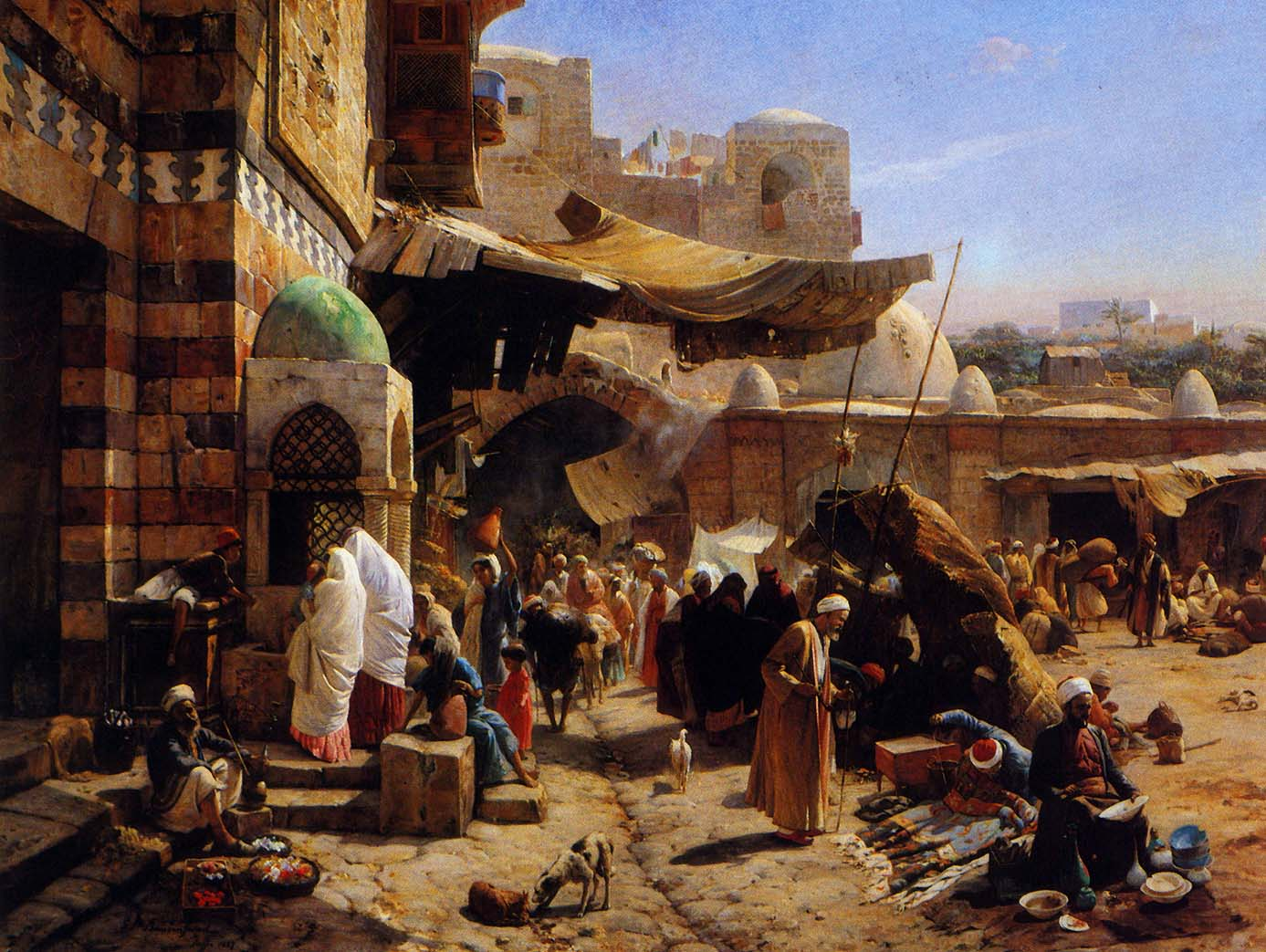
السوق في يافا، 1877.
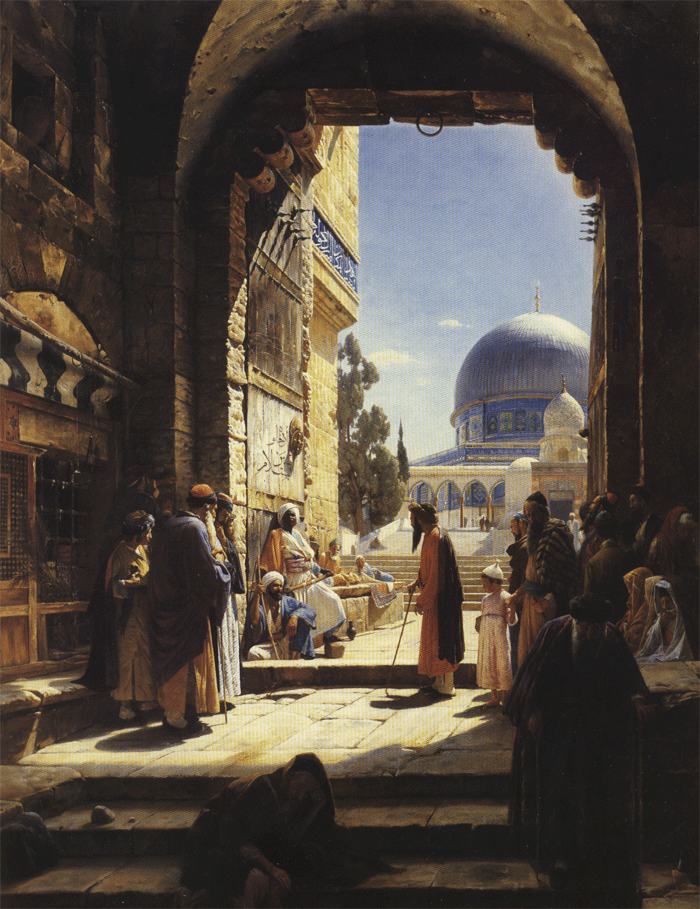
عند مدخل الحرم القدسي في القدس، 1886.
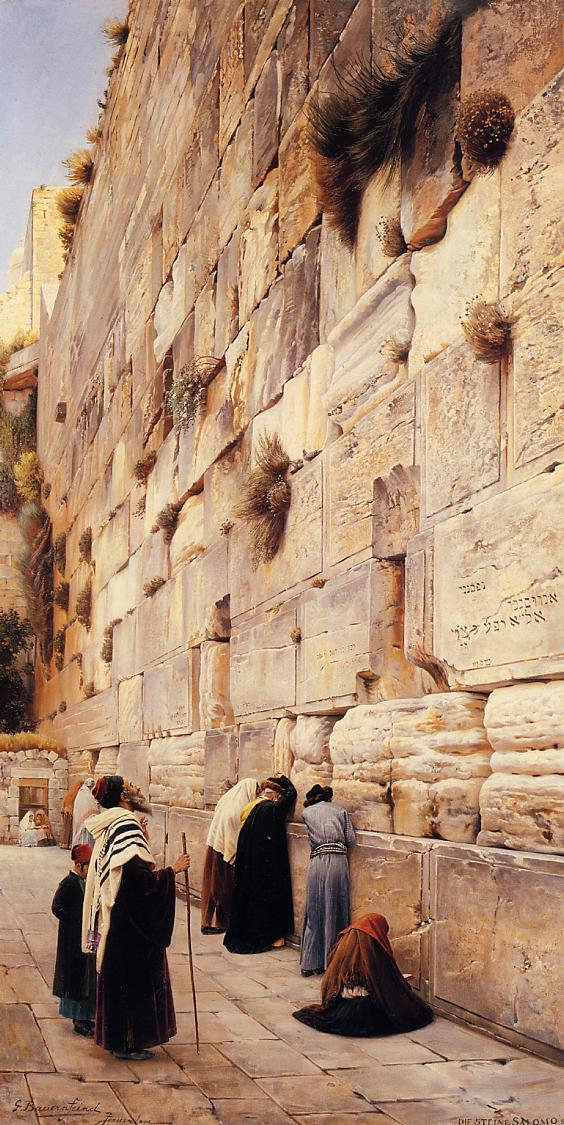
حائط البراق، 1904.
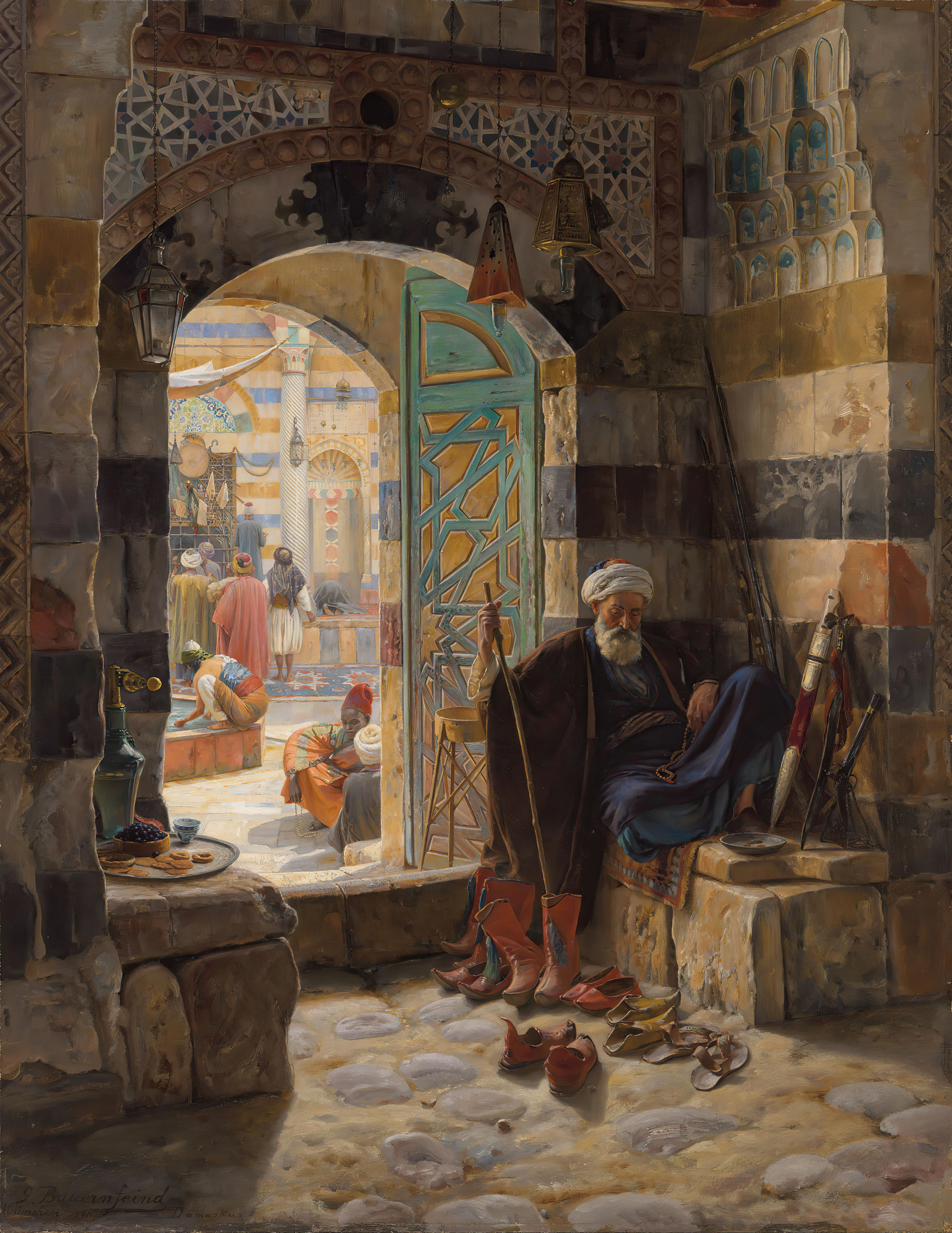
ناظر المسجد في دمشق، 1891.
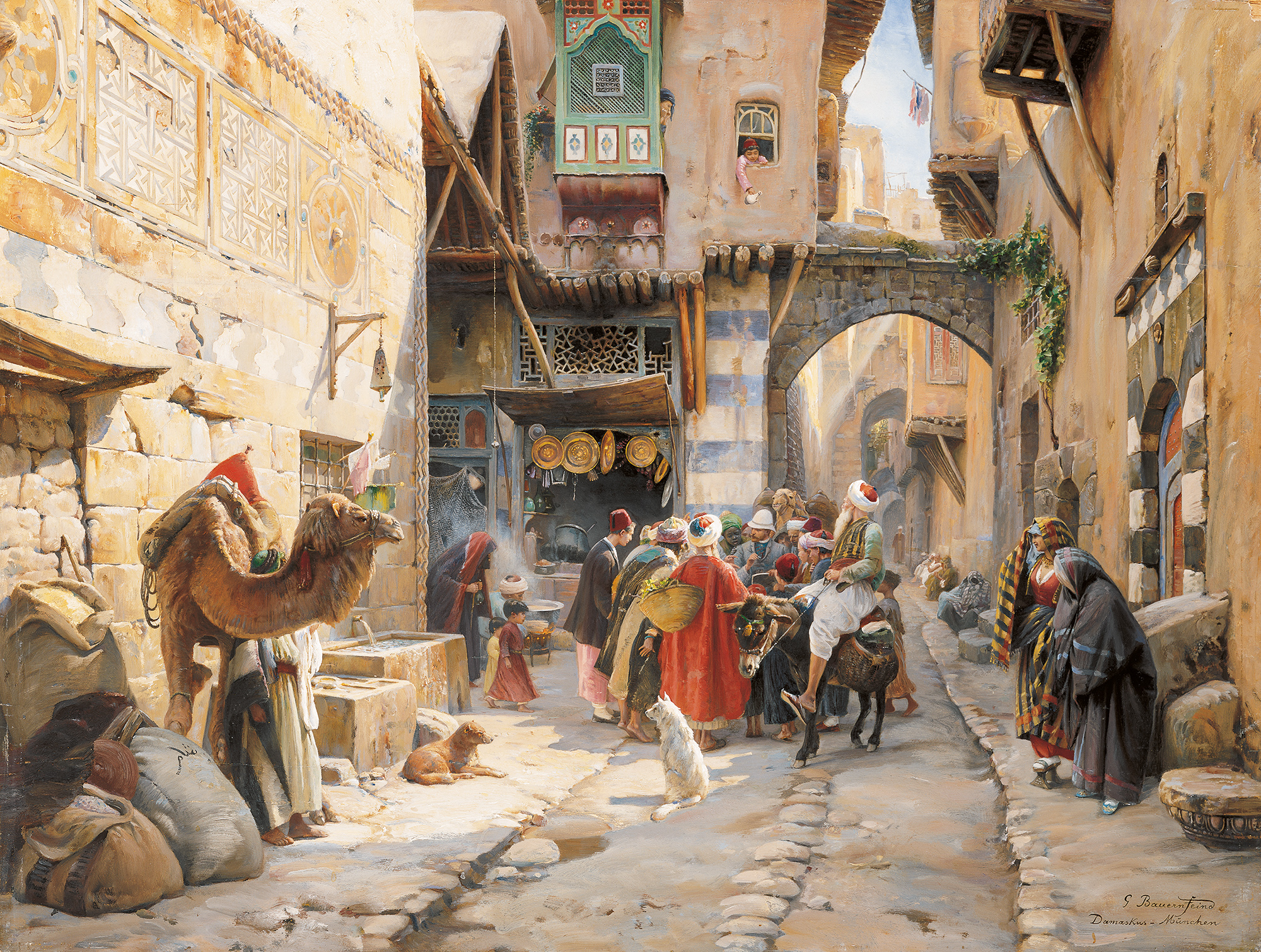
مشهد الشارع في دمشق (أواخر القرن التاسع عشر)
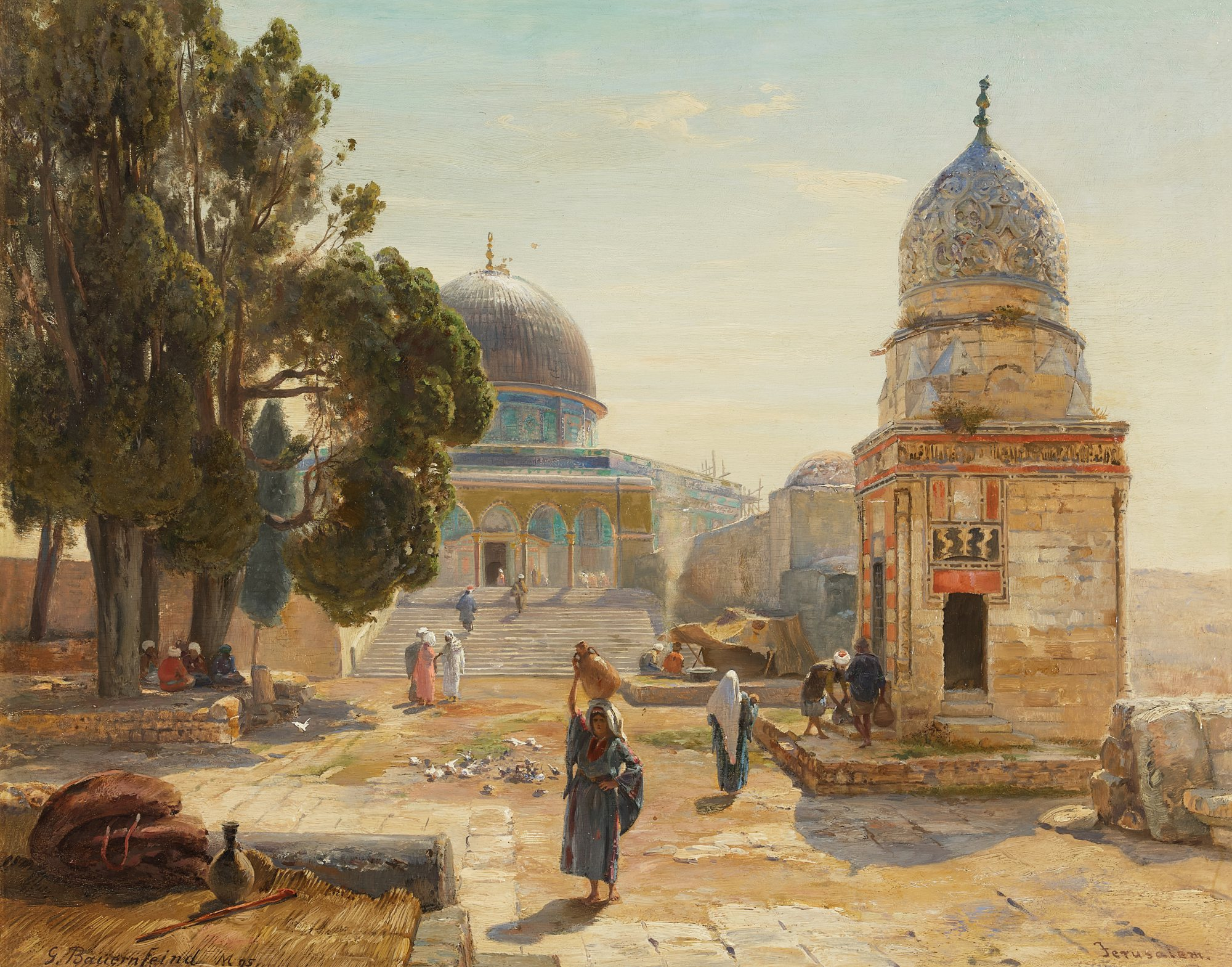
عند قبة الصخرة وسبيل قايتباي في القدس (أواخر القرن التاسع عشر)
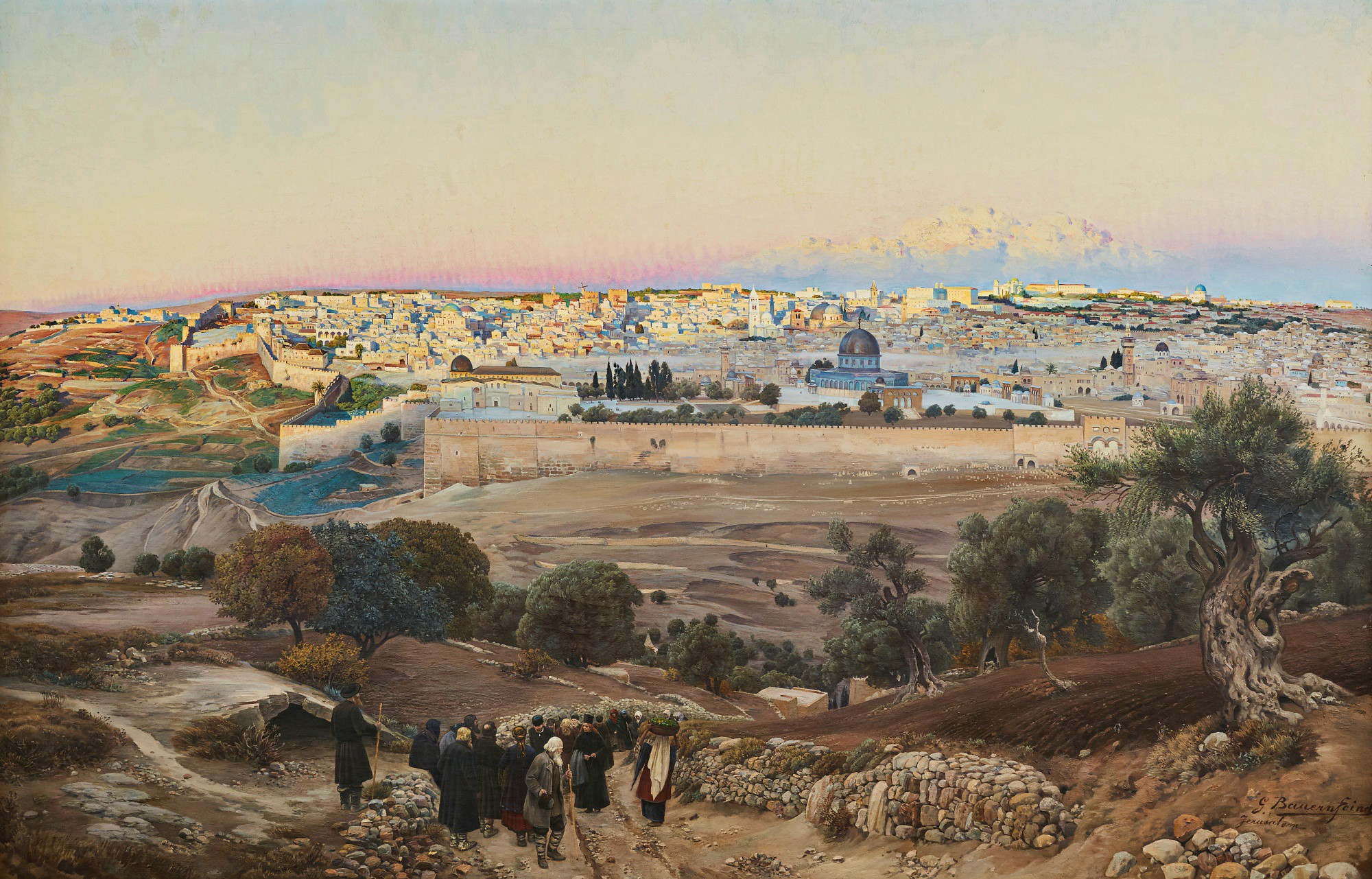
القدس من جبل الزيتون عند شروق الشمس (حوالي عام 1902)
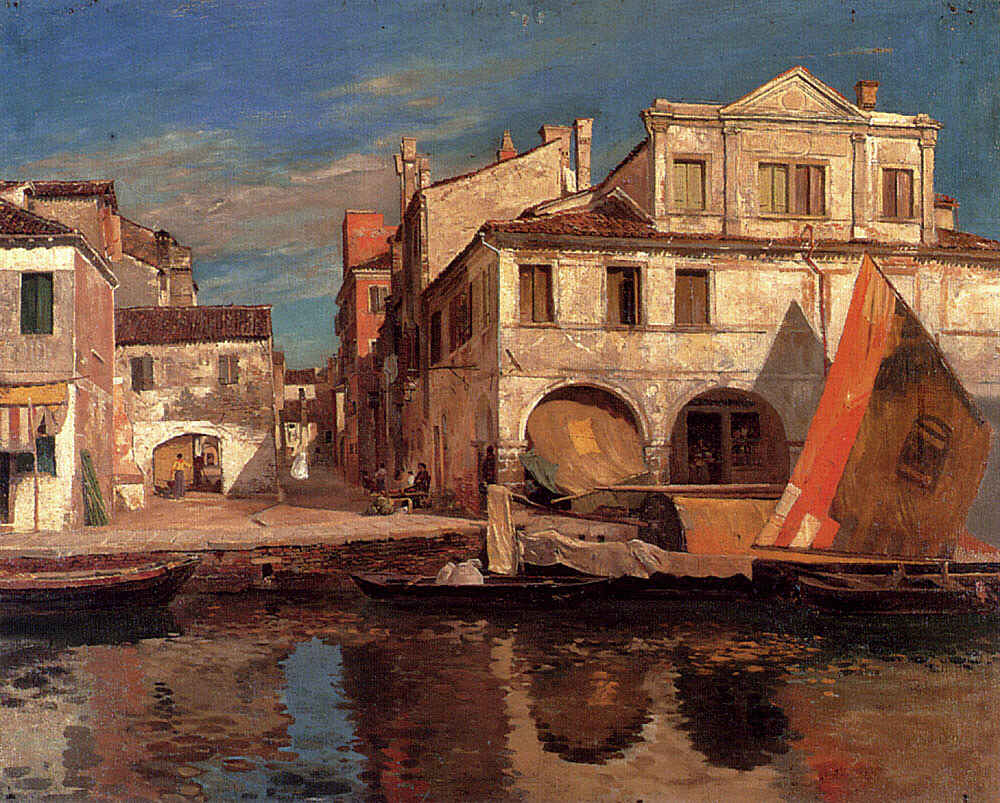
مشهد القناة في كيودجا